# Éomer
Éomer Éadig è un personaggio di Arda, l'universo immaginario fantasy creato dallo scrittore inglese J. R. R. Tolkien. Fu il diciottesimo Re di Rohan, e venne soprannominato "Éadig", che significa "il Benedetto", perché durante il suo regno Rohan si riprese dalle ferite della guerra contro Sauron e divenne nuovamente ricca e prospera. La sua spada è Gúthwinë, mentre il suo cavallo è Zoccofuoco (Firefoot).

## Il personaggio

### Creazione
Éomer compare per la prima volta nel capitolo secondo de Le due torri, scritto tra la fine del 1941 e l'inizio del 1942. Rispetto a molti personaggi, Tolkien ebbe idee chiare su Éomer fin dall'inizio, motivo per il quale quest'ultimo non ha subito cambiamenti nel corso delle varie revisioni ai capitoli de Le due torri.

### Aspetto
Nella sua prima apparizione nel Signore degli Anelli, Éomer è descritto come un uomo più alto del normale, con luminosi occhi chiari. In un altro scritto, Tolkien dice che Éomer era alto come Aragorn, quindi all'incirca 6'6 (198 cm).

## Biografia

### Giovinezza e ascesa al trono (2991-3019 T.E.)
Éomer nacque da Éomund, primo maresciallo del Mark, e da Théodwin, sorella del re di Rohan Théoden, nell'anno 2991 della Terza Era. Aveva una sorella più giovane, Éowyn, nata nell'anno 2995. Alla morte del padre nel 3002, ucciso da una banda di orchi, sua madre Théodwin si ammalò e morì per il dolore. Il piccolo Éomer, insieme alla sorella Éowyn, passò allora sotto la tutela dello zio Théoden e diventò grande amico di suo cugino Théodred, erede al trono di Rohan. All'epoca della Guerra dell'Anello fu il terzo maresciallo del Riddermark. Quando suo cugino cadde combattendo ai Guadi dell'Isen contro l'esercito di Saruman, Éomer diventò automaticamente erede al trono di Rohan, ma non era ben visto a Edoras, perché si rifiutava di eseguire gli ordini di Grima Vermilinguo, consigliere del re e fedele servo di Saruman, che non voleva che l'esercito di Rohan agisse contro le forze dello stregone. Un esempio di ciò è la sua disubbidienza nel lasciare passare una compagnia di Orchi nel territorio di Rohan; Éomer, infatti, li inseguì e li annientò, impedendo inconsapevolmente che Pipino e Merry arrivassero nelle grinfie di Saruman.
Dopo l'arrivo di Gandalf a Edoras e la caduta del velo con cui Grima, e indirettamente Saruman, rendevano Théoden incapace di agire e la conseguente cacciata del servitore del re, Éomer riacquistò presso la corte il suo prestigio, venendo liberato dalla sua prigionia. Guidò così l'esercito di Rohan insieme ad Aragorn nella battaglia del fosso di Helm, dove Rohan risultò vittoriosa contro le forze di Saruman. Accompagnò poi Théoden a Gondor e dopo la morte di questi, avvenuta nella battaglia dei Campi del Pelennor, diventò il diciottesimo re di Rohan.

### Regno e morte (3019 T.E.-63 Q.E.)
Éomer dopo la guerra poté sedere sul suo trono di Edoras, inaugurando la terza linea di regnanti sul trono di Rohan. Sposò Lothíriel, la figlia del principe Imrahil di Dol Amroth, da cui ebbe un solo figlio, Elfwine. A causa del matrimonio con quest'ultima, parte del sangue elfico dei principi si diffuse nella stirpe reale di Rohan, essendo Lothíriel discendente di Galador il Mezzelfo. Grande amico del re di Gondor Elessar, continuò ad accompagnarlo in tutte le missioni belliche che il re di Gondor compì lungo i suoi confini più lontani. Morì nell'anno 63 della Quarta Era, regnando per ben 65 anni, più a lungo di tutti i predecessori, a eccezione di Aldor il Vecchio.

## Adattamenti
Nel film Il Signore degli Anelli del regista Peter Jackson è interpretato dall'attore Karl Urban. Il personaggio compare nel secondo e terzo film della trilogia.
Nel film non è Erkenbrand, il capitano dell'esercito dato per disperso, che giunge infine a determinare le sorti della battaglia del Fosso di Helm, ma Éomer. Nel romanzo invece questi ha partecipato alla battaglia da dentro le mura. Inoltre, nel film egli viene bandito, mentre nel romanzo viene semplicemente imprigionato.